# トヨタ・カローラWRC
カローラWRC（カローラダブリューアールシー、Corolla WRC ）は、トヨタ自動車が世界ラリー選手権 (WRC) に出場するために開発した競技専用車（ワールドラリーカー）である。ベースの市販車はハッチバックのトヨタ・カローラ（AE111型）。

## 概要

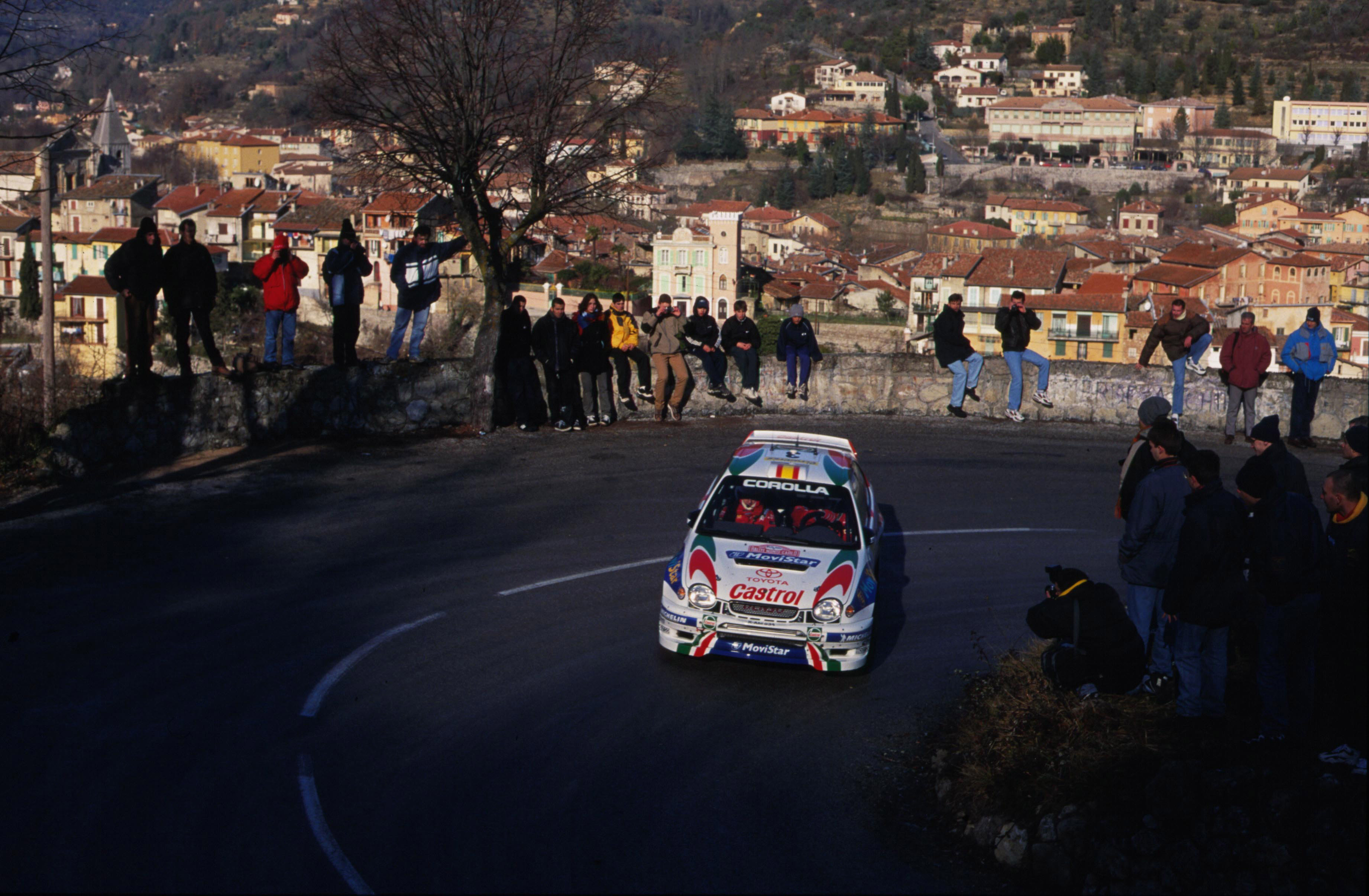
カローラWRCをドライブするカルロス・サインツ（1999年ラリー・モンテカルロ）

1987年に導入されたグループA規定では、トヨタ・セリカが1990年代前半のWRCで日本車として初めてランチアを破りドライバーズ・メイクスの両部門を制覇するなど一時代を築いた。しかしスバル・インプレッサ、三菱・ランサーエボリューションといったよりコンパクトなモデルが競争相手として現れると、セリカのロングノーズ・ショートデッキスタイルの大柄なボディは、大半のラリーの特徴である道幅が狭く曲がりくねったコースでハンディを負うことになった。
1997年より、年間生産2万5,000台以上の量産車に大規模な改造が認められるワールドラリーカー（WRカー）規定が導入されることを機に、ハッチバック車の人気が高い欧州での拡販も考慮し、トヨタは欧州仕様のハッチバックのカローラ（AE111型）をベース車とすることを決めた。カローラは当時トヨタの欧州販売の6 - 7割、北欧では8割を占めており、当時まだイメージの低かったトヨタにとっては、セリカよりもカローラの方がマーケティング上有利であった。加えてトヨタ社内の商品計画では、ST205の後継となるセリカ（T230系）では4WDの設定は無くして北米でラグジュアリークーペとして売る予定であったため、福井敏雄によれば、もしWRカー規定の導入がなければベース車両を確保できずに活動は終了していたという。
規定ではエンジンが同車種にラインナップされた物しか選択できない中、トヨタは国際自動車連盟 (FIA) から同一メーカーのエンジンであれば搭載できる特例を取得し、さらにエンジンの傾斜配置も認めさせた。これによってカローラのコンパクトなボディに、セリカ譲りの3S-GTEエンジンと四輪駆動レイアウトを収めることが可能になった。
トヨタは1995年のラリー・カタルーニャにおけるリストリクター規定違反により、FIAから下された1996年の1年間出場停止処分に加えてもう1年活動を自粛したため、その期間を使ってカローラWRCの開発が行われた。開発陣はダグベルト・レイラーを筆頭に、ミスファイアリングシステムを初めてWRCに持ち込んだミハイル・ロスマンなどセリカに携わったエンジニアによって進められ、1997年に第1号車が完成。当時、トヨタ・チーム・ヨーロッパ (TTE) と契約していたフレディ・ロイクスや、1995年以来の復帰となったディディエ・オリオールらによってテストが繰り返され、1997年のラリー・フィンランドでデビューした。
ボディがコンパクトゆえにコンポーネントのレイアウトの自由度が低く、フロントヘビー傾向にあったり、また規則の解釈の相違によってセリカと同様の違反を犯すリスクを徹底的に避け、他チームよりも厳しい社内ルールのもとに開発が進められたりと開発上の制約が多く、結果として一芸に秀でた部分は少なかった。それでもTTEのチーム力と、カルロス・サインツ/ディディエ・オリオールという優れたドライバーたちを併せた総合力で、三菱・スバルに伍する戦闘力を発揮した。
なお、カローラがWRCに参戦するのはこれが初めてではなく、1973年の北米プレス・オン・リガードレス・ラリーでウォルター・ボイスの駆るカローラクーペ1600SR(TE25) がトヨタ車のWRC初勝利を記録している。また1974年から1977年までのトヨタはTE27型カローラレビンをメインにWRC参戦しており、1975年の1000湖ラリーにおけるワークス初優勝を飾っている。

## メカニズム

### 外装

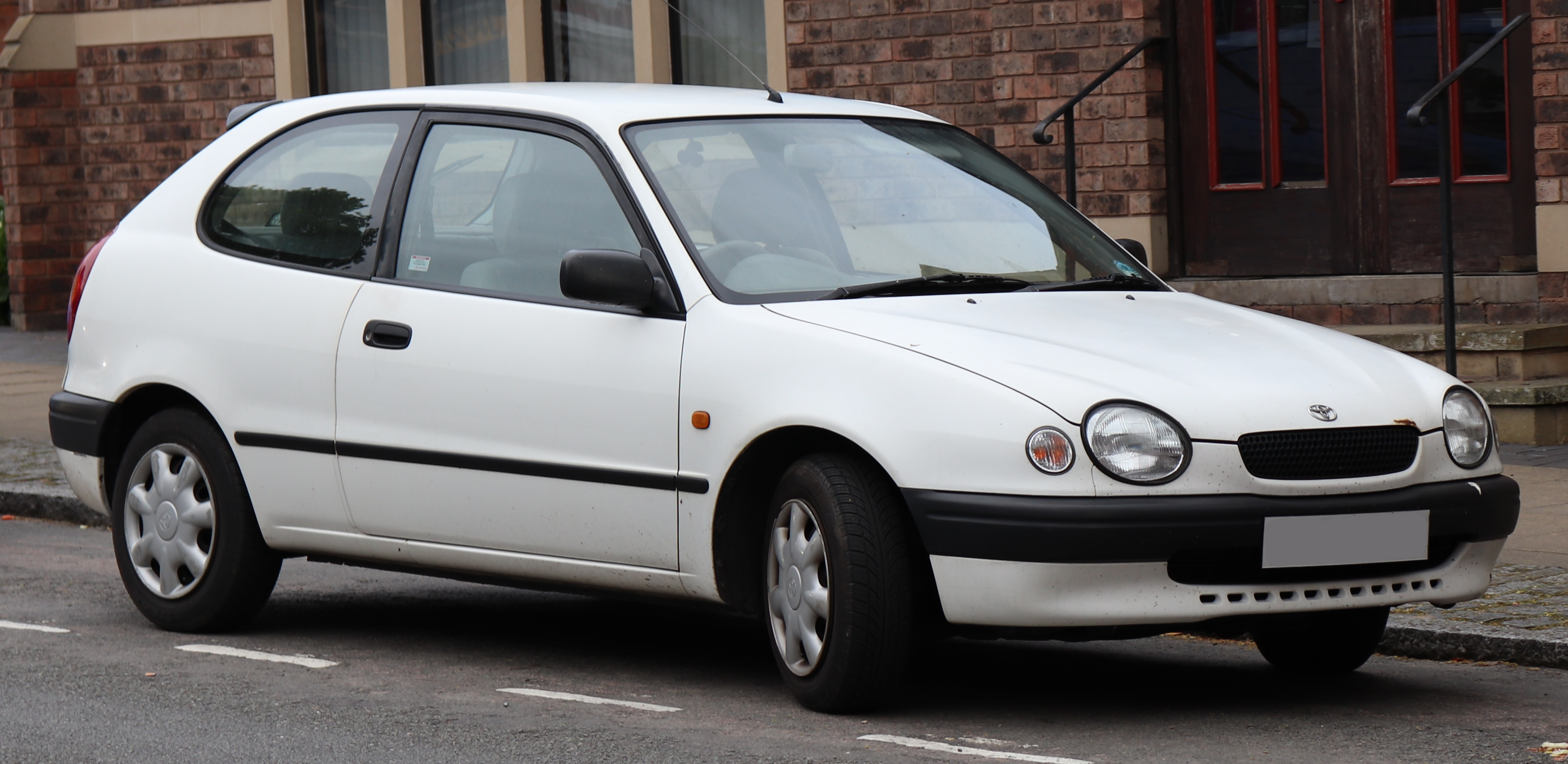
同型の市販車。

短いオーバーハングが特徴の欧州仕様（E11#型）3ドアハッチバックボディは、日本仕様の8代目（E110型）カローラとプラットフォームを共有している。ただし、コーナーでの挙動を抑えるため、ホイールベースは2,448 mmに延長されている。丸いヘッドライトを用いたフロントマスクには、冷却能力を向上させるために、かつてのランチア・デルタインテグラーレと似たエアスクープが設けられている。また挙動の安定化のためフロント、リアにエアスポイラーが設けられている。1997年モデルで一体成型だったフロントスポイラーは、未舗装路での損傷が激しいことから、翌1998年の開幕戦モンテカルロから分割タイプに変更された。

### エンジン
エンジンはセリカの3S-GTE型を引き続き採用した。タービンも同様にトヨタ製のCT20タービンの改良型が採用されたが、セリカ時代の欠点だった慣性モーメントを抑制するため、インタークーラーは水冷式から空冷式に改められた。エンジン本体はカローラの小さなエンジンベイに納めるため25度後方に傾けて搭載されたが、重量配分は60対40とフロントヘビーで、リアのトランクに設置された燃料タンクに燃料が満たされた状態でも54.4対45.6となった。デビュー以降もエンジンは改良され、1998年シリーズの終盤ラリー・サンレモでは軽量コンロッドを、そして1999年のラリー・ポルトガルからはアルテッツァ用の挟角ヘッドを載せた物を使用した。

### 駆動方式
駆動方式は四輪駆動だが、デビュー当初はセリカ時代からのトルクスプリット4WDシステムを採用していた。1999年には他のライバルチームに追従して、前後、センター、リアともに電子油圧制御システムに変更された。

### トランスミッション
セリカ時代に引き続きイギリスのエクストラック製だが、新機軸として「ジョイスティック」と呼ばれる電子油圧制御のセミオートマチックトランスミッションが採用された。これはステアリング右脇にある小さなスティック状のレバーでギアの操作が可能なものだった。しかし、現在のラリーカーに用いられている圧縮空気式ではなく油圧式であったため、当初トラブルが頻発しグラベルラリーでは取り外されることが多く、ワークス参戦した2台がほぼ全戦を通じてこの機構を使用できたのはラストシーズンの1999年に入ってからのことだった。またワークス撤退後の2000年には、有力プライベーター向けにジョイスティックの他パドルシフトのタイプも作られている。

## 競技での活躍

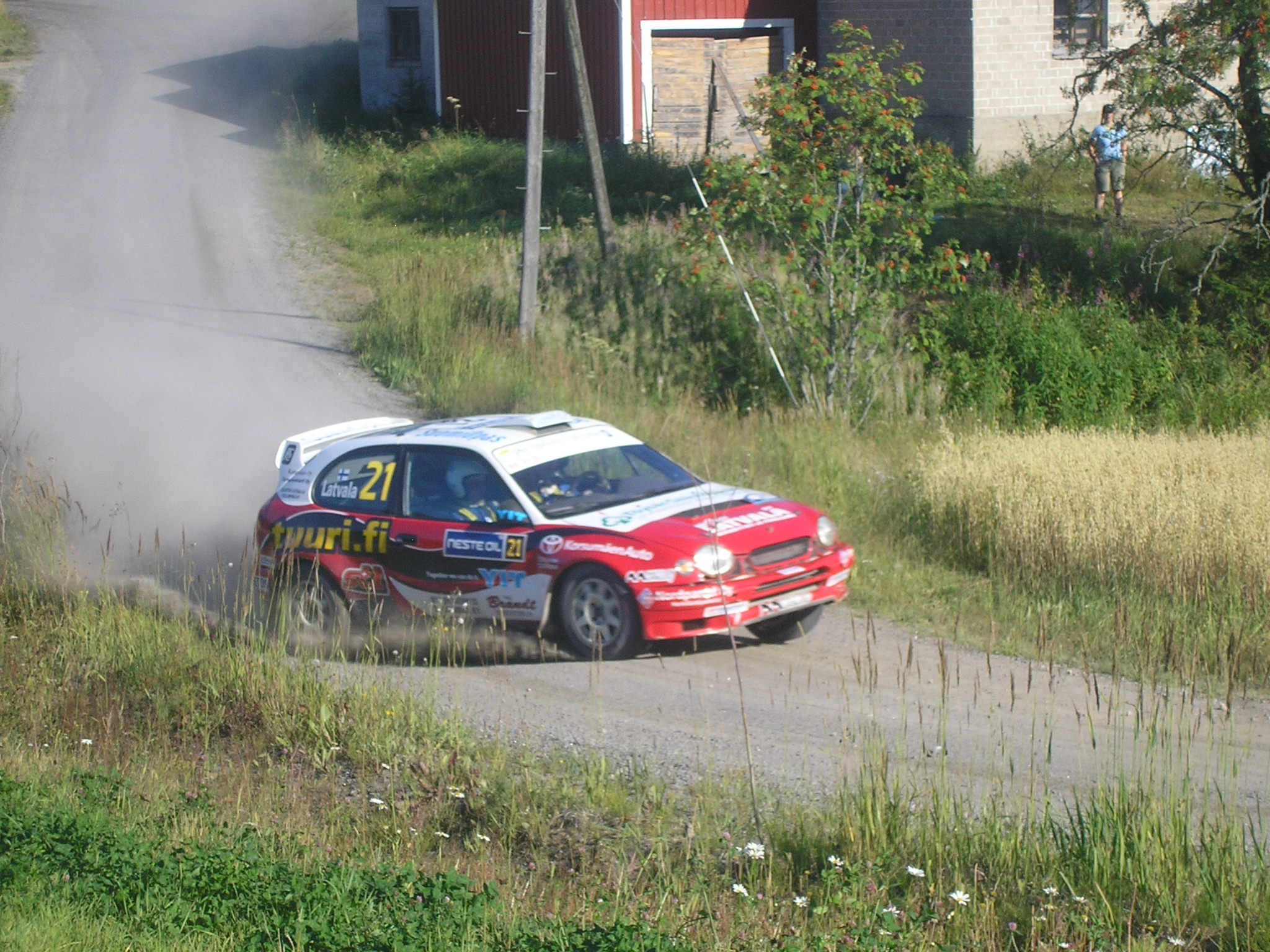
カローラWRCをドライブするヤリ・マティ・ラトバラ（2006年）

1997年のテスト参戦を経て、1998年よりWRCにフル参戦。オリオールに加えてカルロス・サインツがチームに復帰する。サインツが開幕戦ラリー・モンテカルロでカローラWRCに初勝利をもたらすと、オリオールはラリー・カタルーニャで優勝、ラリー・ニュージーランドではサインツ/オリオールがワンツーフィニッシュ。サインツはトミ・マキネンから-2ポイント差で最終戦グレートブリテンを迎えた。マキネンが早々とリタイアしたため、サインツの逆転王者はほぼ確実となっていたが、最終日の最終SS、ゴールからわずか数百メートルの地点でエンジントラブルが発生。歴史的な大逆転でドライバーズチャンピオンを逃した上、オリオールもリタイアしていたため、マニュファクチャラー部門でも三菱に逆転され年間2位に終わった。
1999年はオリオールが終盤までチャンピオン争いに加わったものの、優勝はチャイナ・ラリーの1回に留まった。それでも車両の信頼性が向上し、安定したパフォーマンスを発揮してマニュファクチャラーズ部門を制覇した。同部門のタイトルは1993年、1994年以来3回目。この年をもってトヨタはWRCから撤退し、F1参戦に向けた準備に入った。
ワークス撤退後も翌2000年まで小規模な開発は続けられ、TTEのセカンドチームであるイタリアのプライベーター、グリフォーネから参戦したブルーノ・ティリーがモンテカルロでワークス勢を相手に5位に入ったほか、ハリ・ロバンペッラが、フィンランドでコリン・マクレーと接戦を繰り広げた末、3位に入るなどの活躍を見せた。2000年代後半に入ってもプライベーターに使用され、セバスチャン・ローブやヤリ＝マティ・ラトバラといった後のWRCのスターたちの初期キャリアでもカローラWRCでの参戦が見られた。
WRC以外ではERC（ヨーロッパラリー選手権）2000年にヘンリック・ルンドガード、2001年にアーミン・クレマーがチャンピオンを獲得している。またMotoGP王者のバレンティーノ・ロッシもモンツァ・ラリーにおいてカローラWRCを採用していた。